# Nicola Neonato
Nicola Neonato (Borzonasca, 22 marzo 1912 – Genova, 26 febbraio 2006) è stato un pittore e scultore italiano.

## Biografia

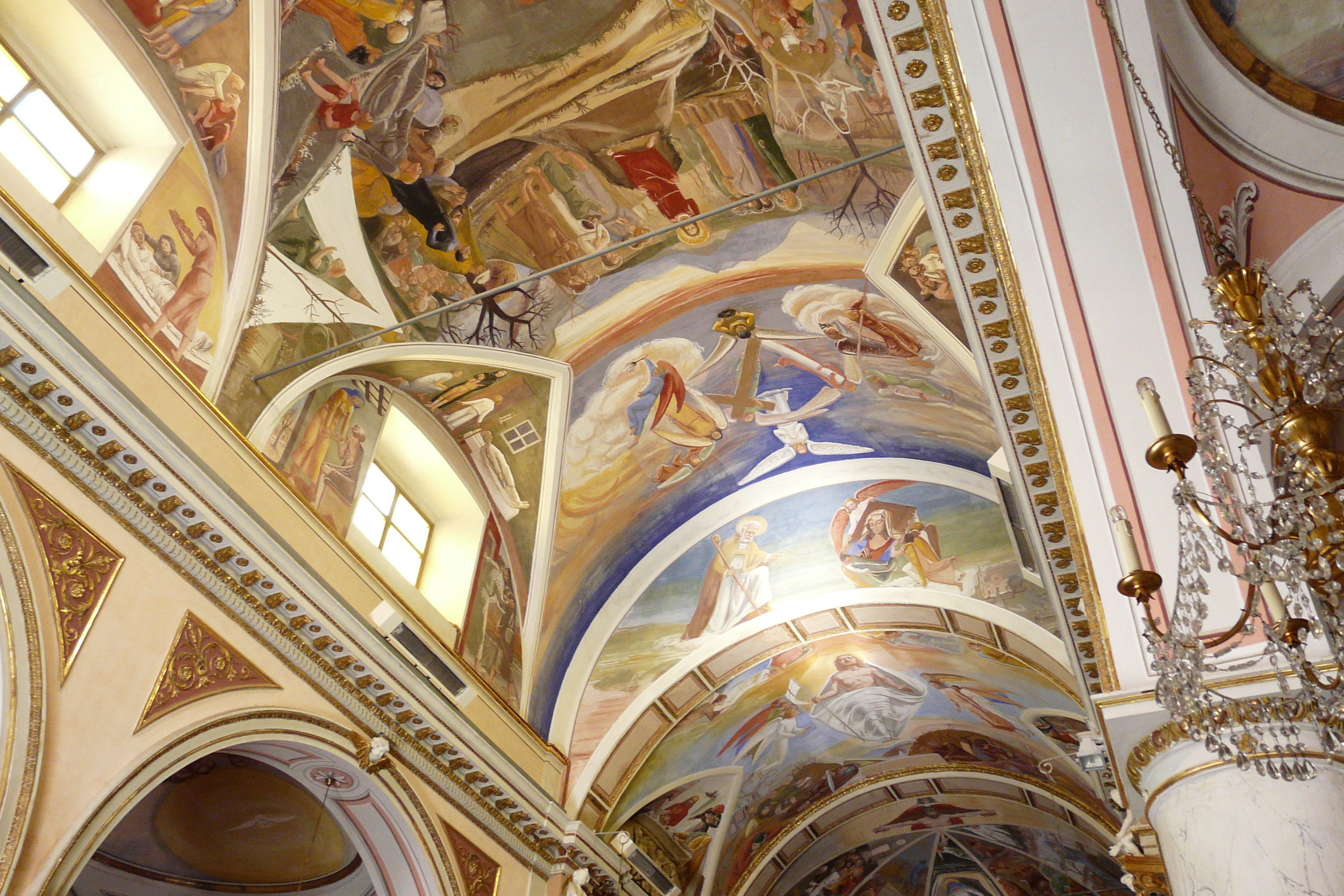
Gli interni della chiesa parrocchiale di Sant'Ambrogio (Zoagli), affrescati da Nicola Neonato

Nato da una famiglia di umili condizioni, a 12 anni abbandona gli studi e dopo una breve esperienza come minatore si trasferisce nel porto di  Genova dove lavorerà come mozzo, calderaio, carrettiere, marinaio, facchino. Notato per la sua innata abilità nel disegno viene spinto a iscriversi all'Accademia Ligustica di Belle Arti, istituzione che frequenta tra i 17 e i 18 anni.
Chiamato alle armi nella prima guerra mondiale si trasferisce a Venezia dove riesce a continuare gli studi presso la Scuola del Carmine.
Nel 1932 vince i Littoriali del Golfo. Quattro anni dopo inizia a frequentare a Firenze Felice Carena. Torna quindi a Genova dove vince numerosi premi di pittura caratterizzandosi per uno stile figurativo sofferto, attento a ritrarre poveri, lavoratori, pescatori, operai.
Nel 1943, quando lavora ormai in maniera continuativa, si trova per caso a Roma. Lo scoppio dell'Armistizio lo porta ad abbandonare la vita bohemienne e a divenire partigiano, dove diverrà noto con il soprannome di "Pollaiolo", partecipando ad attentati e ad azioni di fuoco.
Terminata la seconda guerra mondiale torna a Genova, e quindi a Rapallo, dove affianca l'attività artistica all'insegnamento. Da questo momento inizia una serie continua di commesse, che lo porteranno a realizzare affreschi e quindi sculture e monumenti in tutta la Liguria: Rapallo, Portofino, Genova, Zoagli, Savona e in Piemonte a Novi Ligure e Cassano Spinola. Nel 1963 affresca la cappella votiva nel Campo di concentramento di Dachau.
Fra le sculture più importanti vari monumenti ai caduti a Cantalupo Ligure (1966), ai martiri della Strage della Benedicta (1967), ad Aldo Gastaldi "Bisagno" (1968), alla Resistenza di Novi Ligure (1969), ai caduti nei lager nazisti nel cimitero di Staglieno a Genova (1970), gli altorilievi bronzei nel Municipio di Sestri Levante (1966),il monumento a Claudio Varalli e Giannino Zibecchi a Milano in piazza Santo Stefano (1976), il monumento ai partigiani di Rapallo (1977).
Trasferitosi a Milano continua sino a tarda età la sua attività artistica, segnalandosi anche per iniziative civili e di protesta. Tornato a Genova si stabilisce definitivamente nel centro storico dove apre una sorta di casa-museo e dove rimarrà sino alla morte, sopraggiunta a 93 anni.
Nel 2008 il Comune di Rapallo ha voluto organizzare presso il castello sul mare una grande mostra antologica.